# Boismont (Somme)
Pour les articles homonymes, voir Boismont.
Boismont (en picard : Boémont) est une commune française située dans le département de la Somme en région Hauts-de-France.
Depuis juillet 2020, la commune fait partie du parc naturel régional Baie de Somme - Picardie maritime.
La commune fait aussi partie des villages labellisés Pays d'art et d'histoire qui œuvrent à mettre en avant leur patrimoine,.

## Géographie

### Localisation
Boismont est un village picard du Vimeu.
Limitrophe de Saint-Valery-sur-Somme, la localité est située à 9 km au sud-ouest de Nouvion, 12 km au nord-ouest d'Abbeville, et à 52 km au nord-ouest d'Amiens à vol d'oiseau.
Le territoire de la commune est limitrophe de ceux de six communes.
Les communes limitrophes sont  Arrest, Estrébœuf, Mons-Boubert, Noyelles-sur-Mer, Saigneville et Saint-Valery-sur-Somme.

### Hydrographie

#### Réseau hydrographique
La commune est située dans le bassin Artois-Picardie. Elle est drainée par la Somme canalisée, le Contre-fossé Rg canal Maritime d'Abbeville à Saint-Valéry-sur-Somme, l'Amboise, la Pinchefalise, le Boismont et un autre petit cours d'eau.
Boismont est situé sur la rive Sud de la vallée, surplombant le fleuve Somme et le canal de la Somme ainsi que les « mollières » de la baie de Somme.
Le canal de la Somme, construit entre 1770 et 1827, et mis au gabarit Freycinet en 1880, est long 170 km. Il débute à Saint-Simon où il touche au canal de Saint-Quentin et débouche dans la baie de Somme.
Le contre-fossé du canal maritime d'Abbeville à Saint-Valéry-sur-Somme, d'une longueur de 14 km, prend sa source dans la commune de Abbeville et se jette  dans la baie de Somme à Saint-Valery-sur-Somme, après avoir traversé six communes.

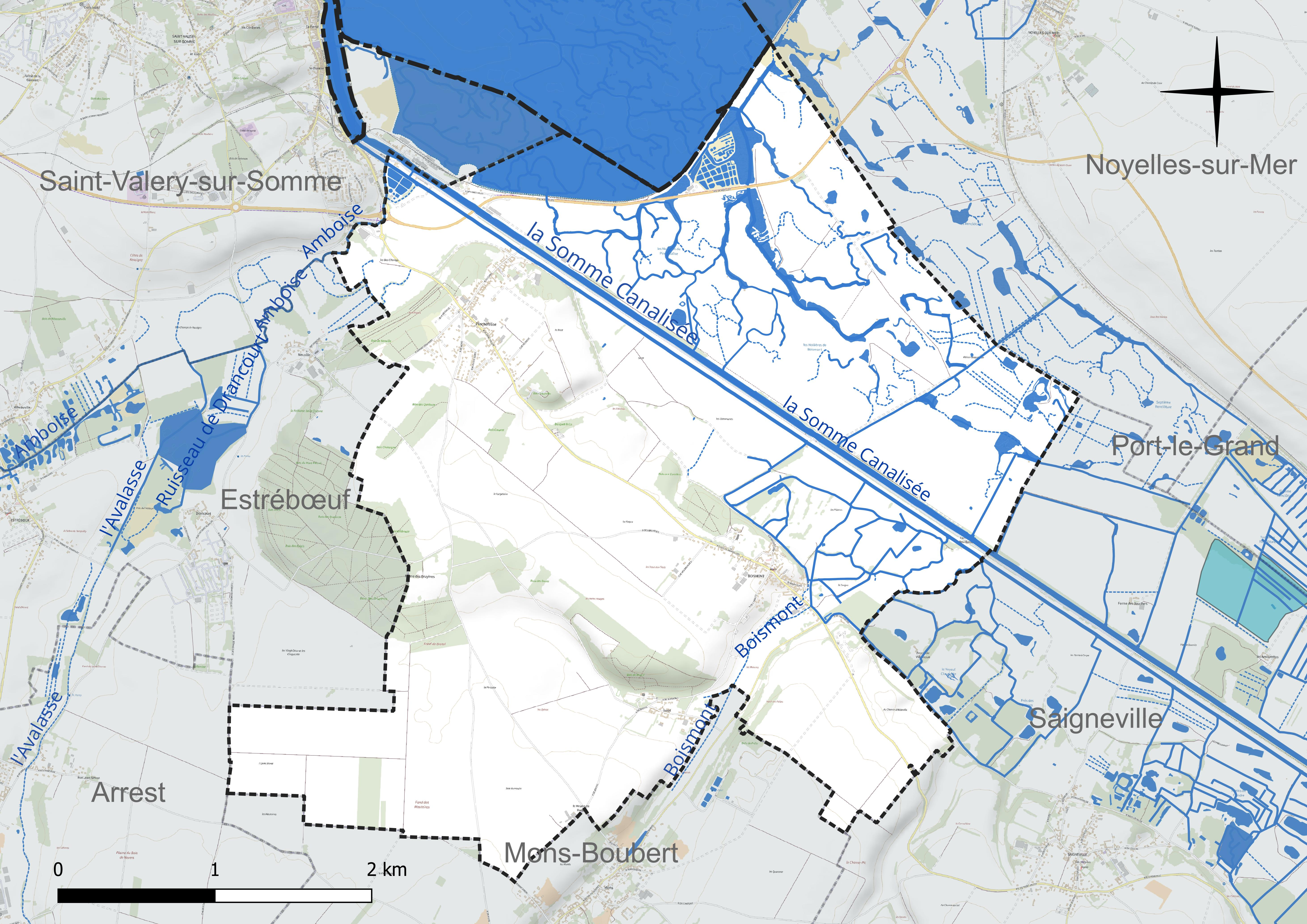
Réseau hydrographique de Boismont.

#### Gestion et qualité des eaux
Le territoire communal est couvert par le schéma d'aménagement et de gestion des eaux (SAGE) « Somme aval et Cours d'eau côtiers ». Ce document de planification concerne un territoire de 1 835 km2 de superficie, délimité par le bassin versant de la Somme canalisée. Le périmètre a été arrêté le 29 avril 2010 et le SAGE proprement dit a été approuvé le 6 août 2019. La structure porteuse de l'élaboration et de la mise en œuvre est le syndicat mixte d'aménagement hydraulique du bassin versant de la Somme (AMEVA).
La qualité des cours d'eau peut être consultée sur un site dédié géré par les agences de l'eau et l'Agence française pour la biodiversité.

### Climat
Pour des articles plus généraux, voir Climat des Hauts-de-France et Climat de la Somme.
En 2010, le climat de la commune est de type climat océanique franc, selon une étude du CNRS s'appuyant sur une série de données couvrant la période 1971-2000. En 2020, Météo-France publie une typologie des climats de la France métropolitaine dans laquelle la commune est exposée à un climat océanique et est dans la région climatique Côtes de la Manche orientale, caractérisée par un faible ensoleillement (1 550 h/an) ; forte humidité de l'air (plus de 20 h/jour avec humidité relative > 80 % en hiver), vents forts fréquents.
Pour la période 1971-2000, la température annuelle moyenne est de 10,7 °C, avec une amplitude thermique annuelle de 13,1 °C. Le cumul annuel moyen de précipitations est de 806 mm, avec 12,5 jours de précipitations en janvier et 8,2 jours en juillet. Pour la période 1991-2020, la température moyenne annuelle observée sur la station météorologique la plus proche, située sur la commune d'Abbeville à 12 km à vol d'oiseau, est de 11,0 °C et le cumul annuel moyen de précipitations est de 806,2 mm,. Pour l'avenir, les paramètres climatiques de la commune estimés pour 2050 selon différents scénarios d'émission de gaz à effet de serre sont consultables sur un site dédié publié par Météo-France en novembre 2022.

## Urbanisme

### Typologie
Au 1er janvier 2024, Boismont est catégorisée commune rurale à habitat dispersé, selon la nouvelle grille communale de densité à sept niveaux définie par l'Insee en 2022.
Elle est située hors unité urbaine et hors attraction des villes,.
La commune, bordée par la Manche, est également une commune littorale au sens de la loi du 3 janvier 1986, dite loi littoral. Des dispositions spécifiques d'urbanisme s'y appliquent dès lors afin de préserver les espaces naturels, les sites, les paysages et l'équilibre écologique du littoral, tel le principe d'inconstructibilité, en dehors des espaces urbanisés, sur la bande littorale des 100 mètres, ou plus si le plan local d'urbanisme le prévoit.

### Occupation des sols
La commune de Boismont possède des « mollières », des pâturages de « bas-champs », gagnés sur la mer, dont les fossés sont visités par l'eau de mer lors des fortes marées
L'occupation des sols de la commune, telle qu'elle ressort de la base de données européenne d'occupation biophysique des sols Corine Land Cover (CLC), est marquée par l'importance des territoires agricoles (64 % en 2018), en diminution par rapport à 1990 (65,9 %). La répartition détaillée en 2018 est la suivante : 
terres arables (43,4 %), zones humides intérieures (25,5 %), prairies (18 %), forêts (5,2 %), zones humides côtières (3,1 %), zones agricoles hétérogènes (2,7 %), zones urbanisées (2,1 %). L'évolution de l'occupation des sols de la commune et de ses infrastructures peut être observée sur les différentes représentations cartographiques du territoire : la carte de Cassini (XVIIIe siècle), la carte d'état-major (1820-1866) et les cartes ou photos aériennes de l'IGN pour la période actuelle (1950 à aujourd'hui).

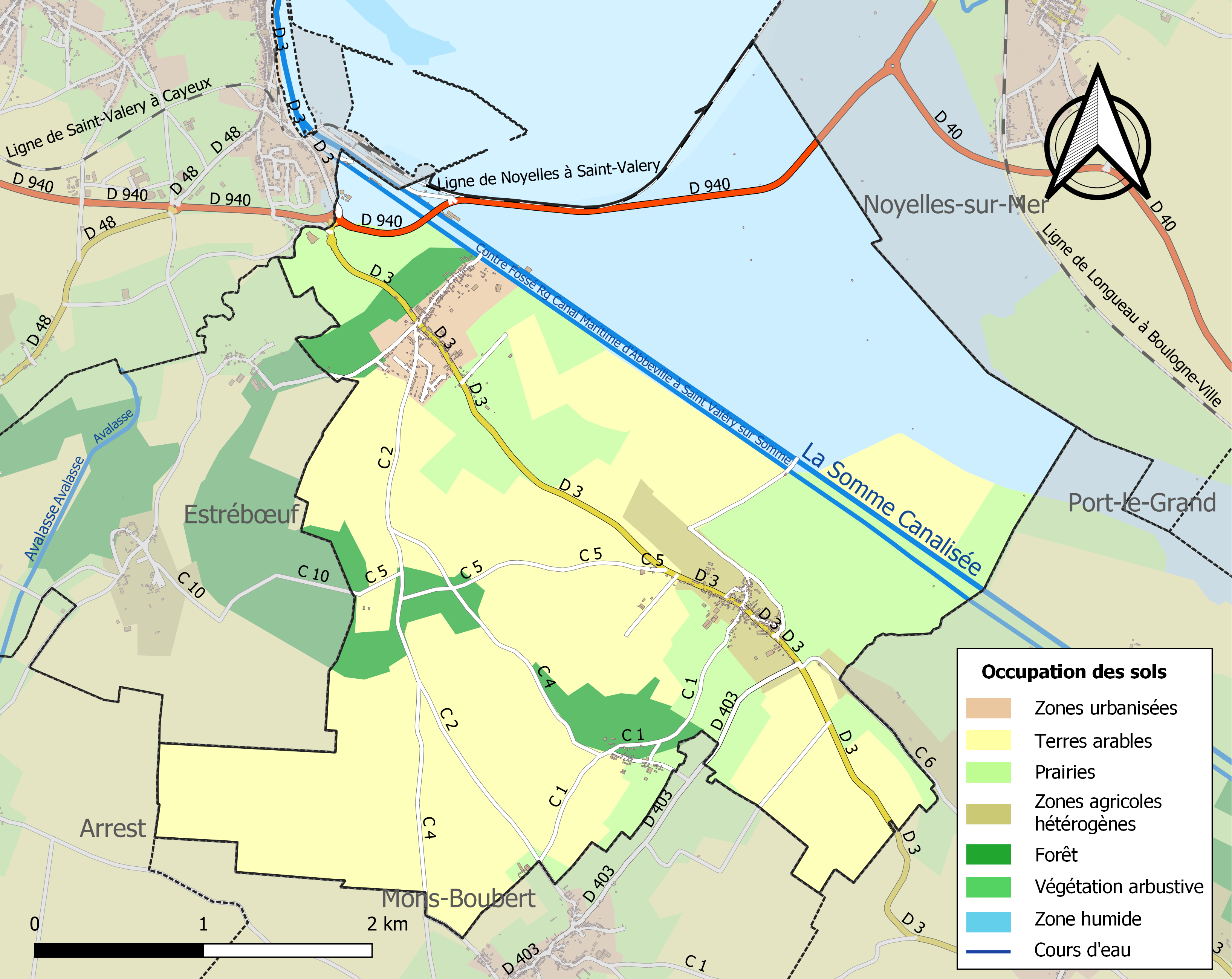
Carte des infrastructures et de l'occupation des sols de la commune en 2018 (CLC).

### Lieux-dits, hameaux et écarts
Boismont est composée de trois agglomérations : deux situées en hauteur entre Saigneville et Saint-Valery-sur-Somme, ce sont le bourg de Boismont et le hameau de Pinchefalise, d'à peu près autant d'habitants. Un troisième hameau, très pittoresque avec son « platon », excentré, porte le nom de Bretel.
Le hameau de Bretel, qui a compté plus de 40 habitants avant les années 1970, a gardé son identité ; historiquement, ses habitants n'avaient pas les mêmes droits que les habitants de Boismont et de Pinchefalise.

### Voies de communication et transports
La commune est desservie en 2019  par les lignes d'autocars no 5 (Cayeux - Friville-Escarbotin - Abbeville) et no 8 (Saint-Valery - Friville) du réseau Trans'80, Hauts-de-France, chaque jour de la semaine sauf le dimanche et les jours fériés.

## Toponymie
Le nom de la localité est attesté sous les formes Belmon (1191.) ; Barmons (1284.) ; Baimont-sur-mer (1507.) ; Baimond (1507.) ; Boymont (1646.) ; Boiemond (1638.) ; Boismond (1750.) ; Boisemont (1752.) ; Boimont (1757.). La forme actuelle est rencontrée en 1763,.
Belmon en 1191, (le nom primitif du village), serait issu de bel (en langue celtique) « surplombant une source d’eau » et mont, pour un coteau ou une colline (de mons en latin et de montes en gallo-romain), « colline au dessus d’une source d’eau devenant ruisseau ».

## Histoire
La rue du donjon évoque la présence d'une tour défensive destinée à protéger l'accès au gué de Blanquetaque.

## Politique et administration
| Période                                  | Période                       | Identité            | Étiquette | Qualité                                                                                     |
| ---------------------------------------- | ----------------------------- | ------------------- | --------- | ------------------------------------------------------------------------------------------- |
| Les données manquantes sont à compléter. |                               |                     |           |                                                                                             |
|                                          |                               | Eugène Fache        |           |                                                                                             |
|                                          |                               | Delegorgue          |           |                                                                                             |
| 1968                                     | 2001                          | Hubert Quilliot     |           | Directeur d'école, officier de l'ordre national du Mérite, officier de la Légion d'honneur. |
| mars 2001                                | 2008                          | Pierre-Yves Fauquet |           |                                                                                             |
| mars 2008                                | juillet 2020                  | Michel Boutin       | EXD       |                                                                                             |
| juillet 2020                             | En cours (au 17 juillet 2020) | Daniel Lenne        |           |                                                                                             |

## Population et société

### Démographie

#### Évolution démographique
L'évolution du nombre d'habitants est connue à travers les recensements de la population effectués dans la commune depuis 1793. Pour les communes de moins de 10 000 habitants, une enquête de recensement portant sur toute la population est réalisée tous les cinq ans, les populations de référence des années intermédiaires étant quant à elles estimées par interpolation ou extrapolation. Pour la commune, le premier recensement exhaustif entrant dans le cadre du nouveau dispositif a été réalisé en 2008.

En 2022, la commune comptait 457 habitants, en évolution de −4,59 % par rapport à 2016 (Somme : −1,26 %, France hors Mayotte : +2,11 %).
| 1793 | 1800 | 1806 | 1821 | 1831 | 1836 | 1841 | 1846 | 1851 |
| ---- | ---- | ---- | ---- | ---- | ---- | ---- | ---- | ---- |
| 410  | 392  | 456  | 406  | 504  | 545  | 617  | 637  | 637  |

| 1856 | 1861 | 1866 | 1872 | 1876 | 1881 | 1886 | 1891 | 1896 |
| ---- | ---- | ---- | ---- | ---- | ---- | ---- | ---- | ---- |
| 658  | 695  | 721  | 693  | 633  | 595  | 559  | 605  | 593  |

| 1901 | 1906 | 1911 | 1921 | 1926 | 1931 | 1936 | 1946 | 1954 |
| ---- | ---- | ---- | ---- | ---- | ---- | ---- | ---- | ---- |
| 571  | 568  | 591  | 582  | 551  | 541  | 561  | 515  | 554  |

| 1962 | 1968 | 1975 | 1982 | 1990 | 1999 | 2006 | 2008 | 2013 |
| ---- | ---- | ---- | ---- | ---- | ---- | ---- | ---- | ---- |
| 538  | 511  | 509  | 526  | 551  | 497  | 468  | 460  | 481  |

| 2018 | 2022 | - | - | - | - | - | - | - |
| ---- | ---- | - | - | - | - | - | - | - |
| 471  | 457  | - | - | - | - | - | - | - |

#### Pyramide des âges
La population de la commune est relativement âgée.
En 2018, le taux de personnes d'un âge inférieur à 30 ans s'élève à 24,6 %, soit en dessous de la moyenne départementale (36,4 %). À l'inverse, le taux de personnes d'âge supérieur à 60 ans est de 39,3 % la même année, alors qu'il est de 26,0 % au niveau départemental.
En 2018, la commune comptait 233 hommes pour 238 femmes, soit un taux de 50,53 % de femmes, légèrement inférieur au taux départemental (51,49 %).
Les pyramides des âges de la commune et du département s'établissent comme suit.
| Hommes | Classe d’âge | Femmes |
| ------ | ------------ | ------ |
| 1,3    | 90 ou +      | 1,7    |
| 8,2    | 75-89 ans    | 12,2   |
| 28,8   | 60-74 ans    | 26,5   |
| 21,0   | 45-59 ans    | 20,2   |
| 15,5   | 30-44 ans    | 15,5   |
| 13,7   | 15-29 ans    | 11,8   |
| 11,6   | 0-14 ans     | 12,2   |

| Hommes | Classe d’âge | Femmes |
| ------ | ------------ | ------ |
| 0,6    | 90 ou +      | 1,8    |
| 6,7    | 75-89 ans    | 9,4    |
| 17,2   | 60-74 ans    | 18,1   |
| 19,8   | 45-59 ans    | 19,1   |
| 18,2   | 30-44 ans    | 17,5   |
| 19,4   | 15-29 ans    | 18     |
| 18,2   | 0-14 ans     | 16,2   |

### Enseignement
En regroupement pédagogique intercommunal avec l'école voisine de Saigneville, jusqu'en juin 2018, l'école locale scolarise des enfants des deux villages.
En 2019, un nouveau RPI est créé, associant les communes de Boismont, Franleu, Mons-Boubert et Saigneville. À la rentrée de septembre, deux classes de maternelle seront à Mons-Boubert, les autres communes accueilleront une classe élémentaire. La communauté d'agglomération Baie de Somme attend 110 enfants à la rentrée de septembre. Un service de repas pour  le midi sera mis en place dans chaque collectivité.
L'unique classe du village ferme en juillet 2024. Les élèves locaux sont répartis dans les autres villages du regroupement pédagogique.

## Culture locale et patrimoine

### Lieux et monuments
- Château de Boismont, reconstruit sur l'emplacement de l'ancien édifice du XVIIe siècle, après un incendie en 1947[40] ;
- Château de Pinchefalise du XIXe siècle. Son jardin est inscrit au pré-inventaire des jardins remarquables[41] ;
- Château de Bretel[42] ;
- Église Saint-Martin de Boismont des XVe et XVIe siècles ;

- Chapelle Saint-Valery à Pinchefalise. Un confessionnal remarquable se trouve à l'intérieur de l'édifice au clocheton particulier[43] ;
- Canal du duc d'Angoulême ;
- Gué de Blanquetaque ;
- Baie de Somme.
- Les zones humides locales constituent une partie du site Ramsar de la Baie de Somme et des marais arrière-littoraux (28 communes) dont l'avifaune atteint 365 espèces d'oiseaux sur plus de 19 000 hectares[44].

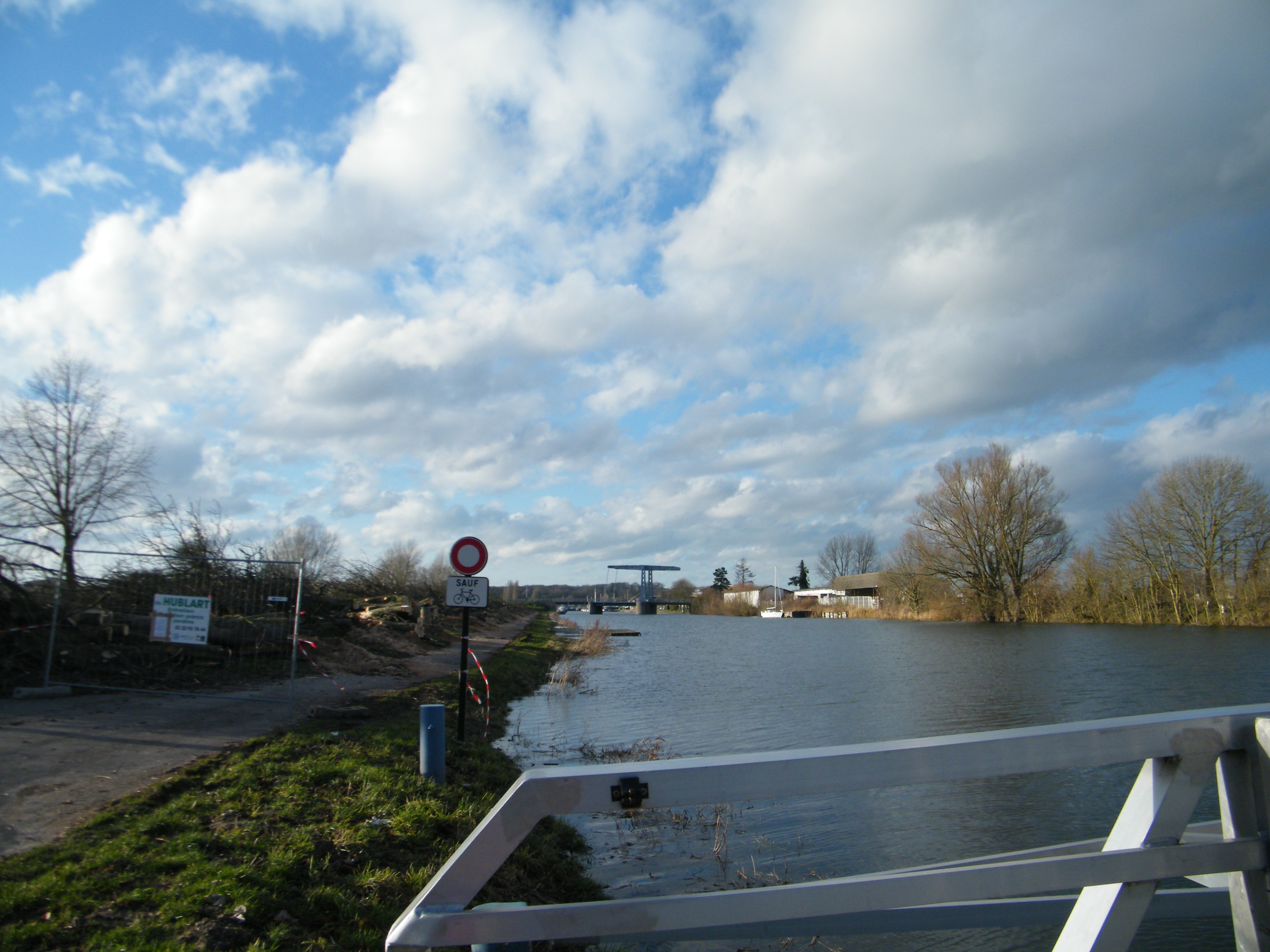
Le canal de la Somme à Pinchefalise.
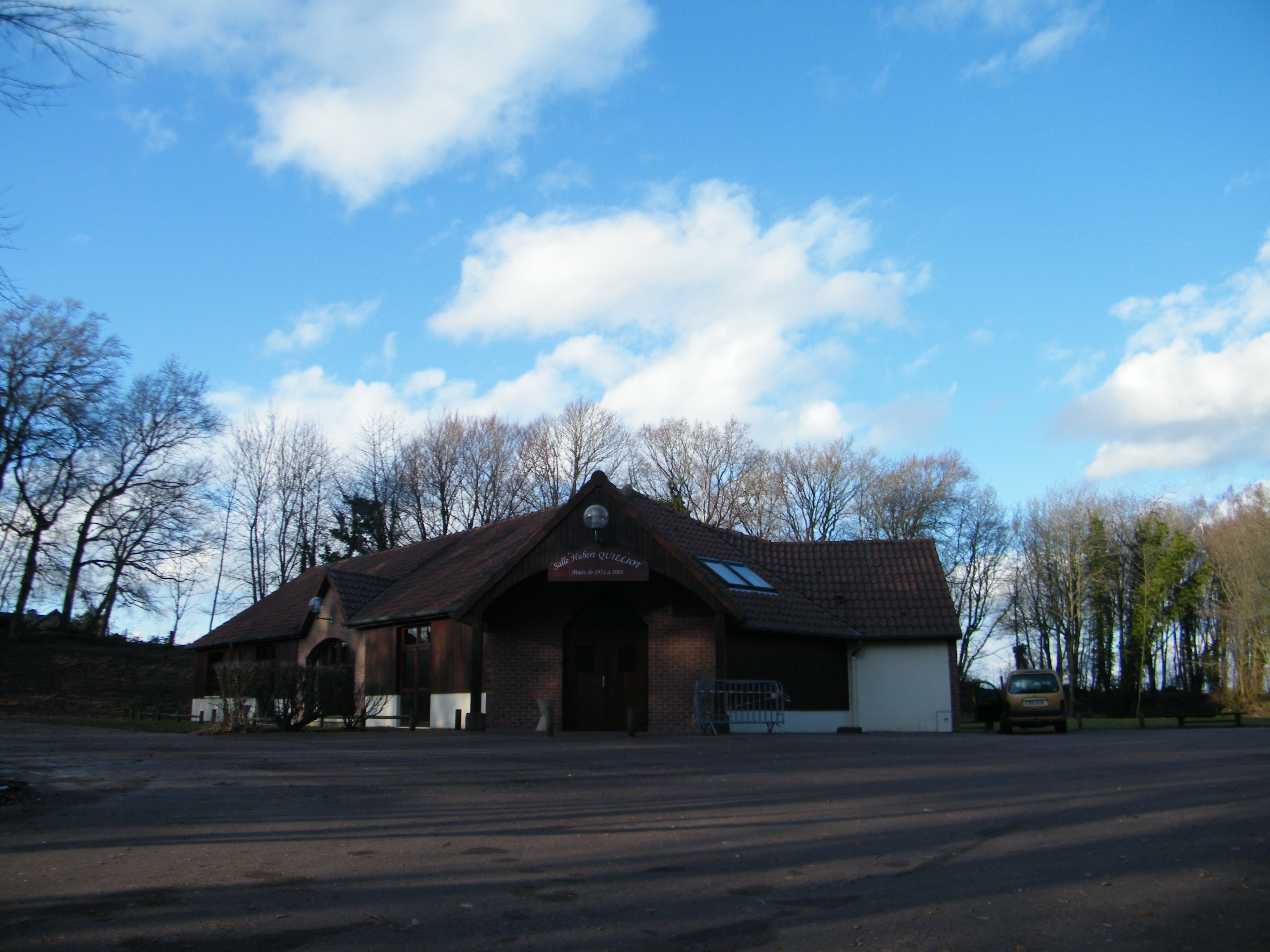
Salle communale Hubert-Quillot.
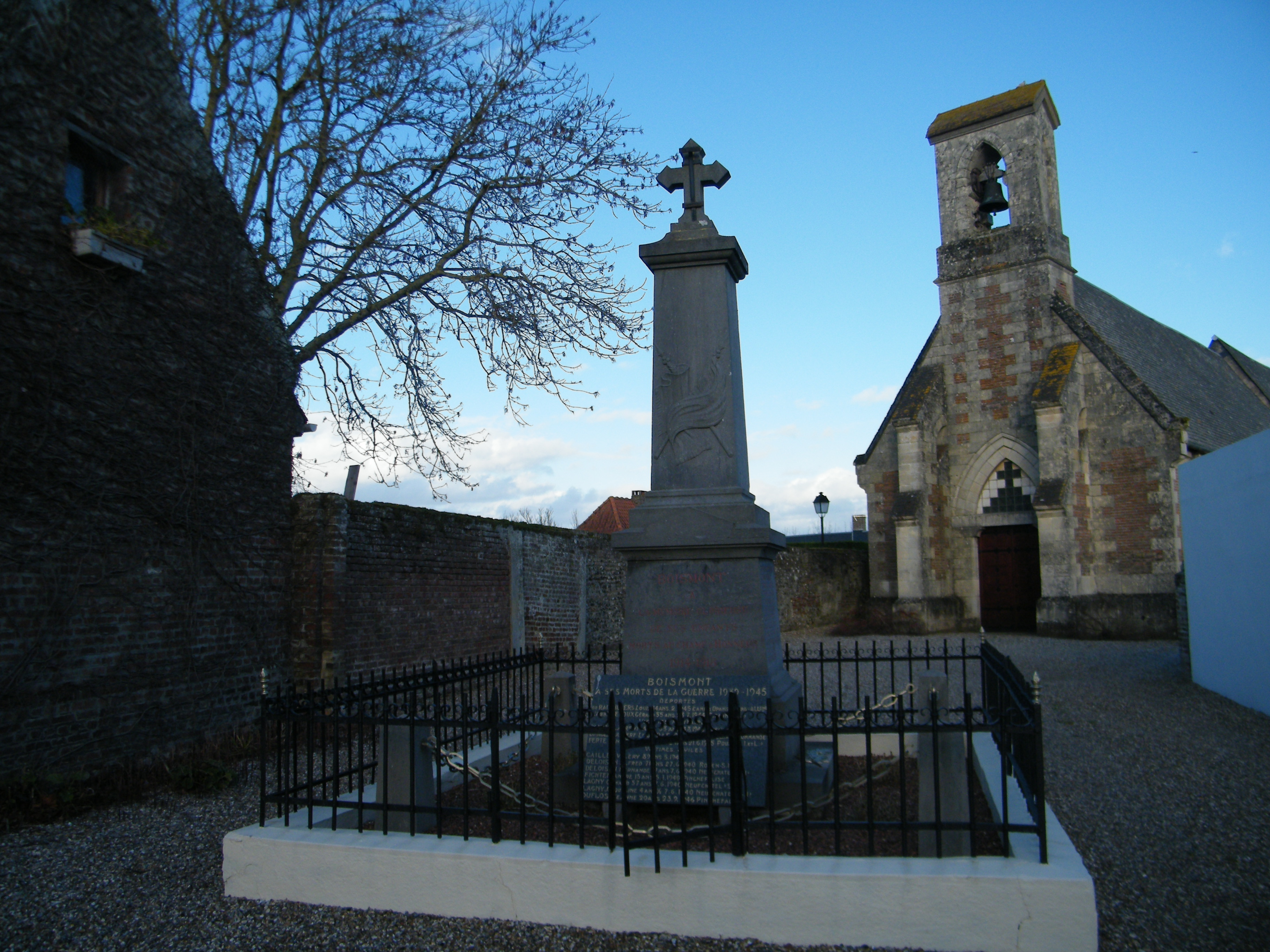
Monument et église, Boismont.
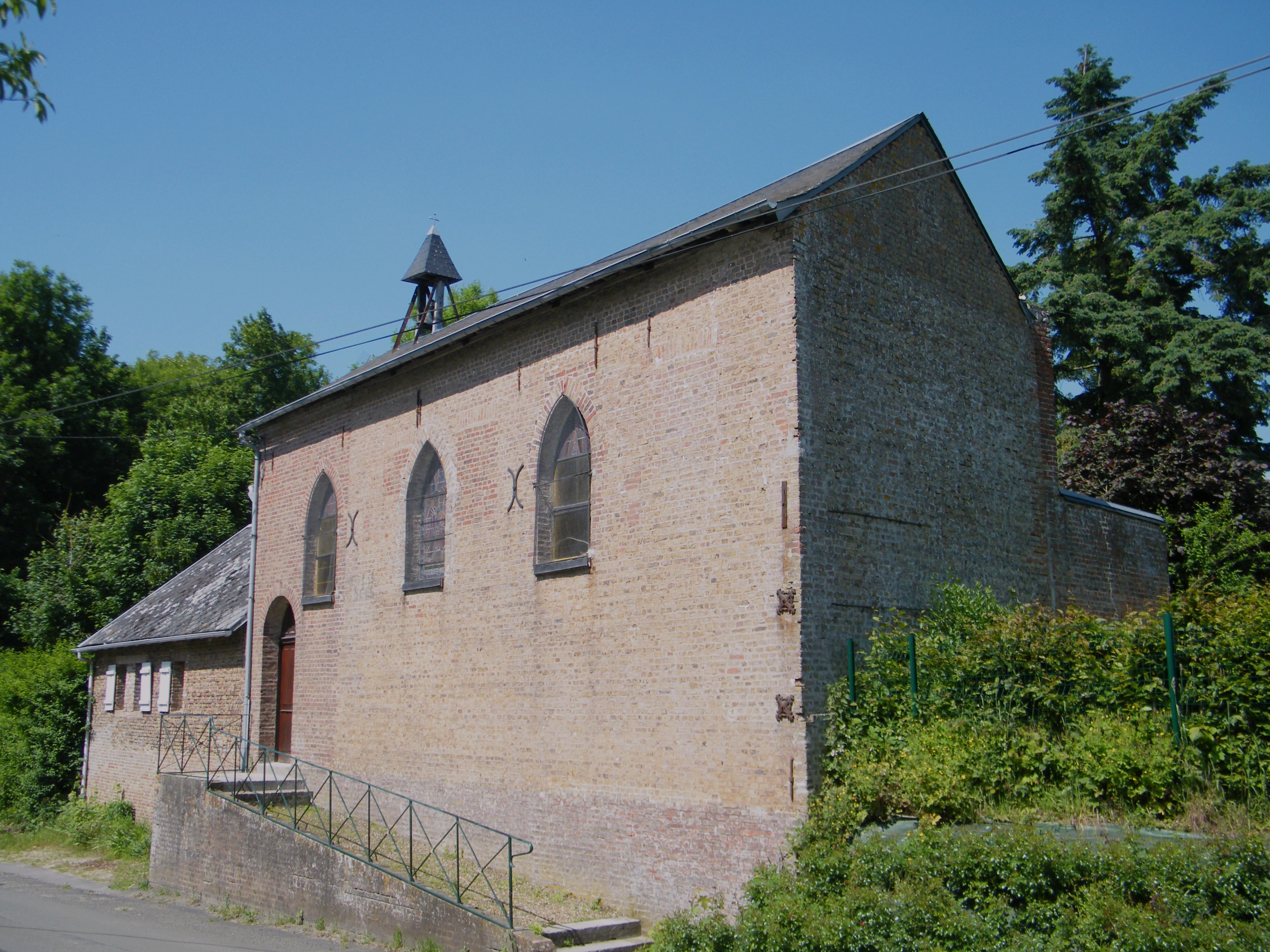
Chapelle Saint-Valery à Pinchefalise.

### Personnalités liées à la commune
- Louis Briet de Rainvillers, résistant, mort en déportation. La commune lui a rendu hommage en donnant son nom à la rue principale. Agriculteur, domicilié au château de Boismont, il est arrêté le 7 juillet 1942 à Boismont (80) pour avoir hébergé et fait évader un aviateur anglais (réseau Hector). Il est déporté par le convoi du 29 août 1942 au départ de Paris (75) à destination de Hinzert (Allemagne) et meurt en déportation le 1er février 1945 au camp d'Oranienburg (Allemagne). Il est cité dans le Livre mémorial des déportés de France de la F.M.D. (tome 1 p. 478). Son nom est gravé sur le monument aux morts de Boismont. « Monsieur Louis » représente par son patriotisme toutes celles et tous ceux qui à Boismont, Bretel et Pinchefalise, ont été actifs pendant la Seconde Guerre mondiale face à l'occupant très présent dans le village de Boismont, village qui était stratégique pour les Allemands du fait de sa situation à l'embouchure de la Somme face à l'Angleterre.[réf. nécessaire]
- Louis Briet de Rainvillers (1838-1907), grand-père du précédent, conseiller général et député de la Somme.
- Abbé Gérard Leroux (1909-1944), curé de Boismont (1936-1942), ami et collaborateur de Louis de Rainvillers dans la Résistance[réf. nécessaire].

### Héraldique
| Blason de Boismont | Blason  | D'argent à l'oiseau essorant de sinople. |
| Blason de Boismont | Détails | Aux environs de 1975, la commune a extrait l'oiseau du blason des Briet de Rainvillers, seigneurs du lieu de 1690 à la Révolution. Non officiel. |

## Pour approfondir